# Liste der Baudenkmale in Temuka
Die Liste der Baudenkmale in Temuka umfasst alle vom New Zealand Historic Places Trust (NZHPT) als „Historic Place“ oder „Historic Area“ eingestuften Baudenkmale und Flächendenkmale der neuseeländischen Ortschaft Temuka. Die Angaben stammen aus dem Register des NZHPT. Die Bezeichnungen der Baudenkmale orientieren sich an diesem Register. In die Liste werden auch bekannte Wahi Tapu (Area), kulturell und religiös bedeutsame Stätten und Gebiete der Māori, aufgenommen. Sie werden jedoch meist nicht publiziert.

| Bild           | Bezeichnung                     | Ort    | Anschrift                                      | Beschreibung               | Bauzeit   | Eintrag       | Nummer | Kat. |
| -------------- | ------------------------------- | ------ | ---------------------------------------------- | -------------------------- | --------- | ------------- | ------ | ---- |
| BW             | Commercial Building             | Temuka | 7 Commerce Street Karte                        | Lagerhaus                  | n.a.      | 23. Juni 1983 | 2026   | 2    |
| BW             | Commercial Building             | Temuka | 89 King Street Karte                           | Laden                      | n.a.      | 23. Juni 1983 | 2027   | 2    |
| BW             | Coira's Royal Hotel             | Temuka | 75 King Street Karte                           | Hotel                      | 1894      | 23. Juni 1983 | 2028   | 2    |
| BW             | Temuka Hotel                    | Temuka | 141 King Street Karte                          | Hotel                      | n.a.      | 23. Juni 1983 | 2029   | 2    |
| weitere Bilder | J Brown Beehive Stores (Former) | Temuka | 88 King Street and Commerce Street Karte       | Laden                      | n.a.      | 23. Juni 1983 | 2031   | 2    |
| weitere Bilder | Courthouse (Former)             | Temuka | 2A Domain Avenue Karte                         | Gerichtsgebäude            | 1900      | 23. Juni 1983 | 2032   | 2    |
| weitere Bilder | Post Office (Former)            | Temuka | 59 King Street und Domain Avenue Karte         | Postamt, ehemaliges        | 1902      | 23. Juni 1983 | 2036   | 2    |
| BW             | Vestry Building                 | Temuka | Milford-Clandeboye Road, Temuka Cemetery Karte | Sakristei                  | n.a.      | 23. Juni 1983 | 2037   | 2    |
| BW             | Warwick House                   | Temuka | 127 King Street Karte                          | Geschäftshaus              | n.a.      | 23. Juni 1983 | 2038   | 2    |
| weitere Bilder | William Rolleston Memorial Lamp | Temuka | 59 King Street and Domain Avenue Karte         | Denkmal                    | 1993      | 23. Juni 1983 | 2039   | 2    |
| BW             | Arowhenua Station Woolshed      | Temuka | 269 Station Road Karte                         | Wollschuppen einer Farm    | 1854      | 25. Juni 2004 | 1953   | 2    |
| BW             | Arowhenua Station Cow Byre      | Temuka | 269 Station Road Karte                         | Kuhstall einer Farm        | 1854      | 25. Juni 2004 | 1954   | 2    |
| BW             | Green Hayes                     | Temuka | 45 Milford Clandeboye Road Karte               | Wohnhaus, heute Kinderheim | 1881/1882 | 2. April 2004 | 2030   | 2    |
| BW             | St Josephs Catholic Church      | Temuka | 26-28 Wilkin Street Karte                      | Kirche, katholische        | 1879–1882 | 2. April 2004 | 2033   | 2    |
| weitere Bilder | Temuka Library (Former)         | Temuka | 53 King Street Karte                           | Bibliothek, ehemalige      | 1926/1927 | 25. Juni 2004 | 2035   | 2    |